# Scinax littoreus
Scinax littoreus és una espècie de granota de la família dels hílids. És endèmica del Brasil.
El seu hàbitat natural inclou boscos tropicals o subtropicals secs i a baixa altitud. Està amenaçada d'extinció per la destrucció del seu hàbitat natural.